# Ljudmila Pachomova
Ljudmila Alekseevna Pachomova (in russo Людмила Алексеевна Пахомова?; Mosca, 31 dicembre 1946 – Mosca, 17 maggio 1986) è stata una danzatrice su ghiaccio sovietica.
È deceduta a soli 39 anni a causa di un linfoma.

## Palmarès

### Con Aleksandr Gorškov
| Internazionali            | Internazionali | Internazionali | Internazionali | Internazionali | Internazionali | Internazionali | Internazionali | Internazionali | Internazionali | Internazionali |
| Evento                    | 1966–67        | 1967–68        | 1968–69        | 1969–70        | 1970–71        | 1971–72        | 1972–73        | 1973–74        | 1974–75        | 1975–76        |
| ------------------------- | -------------- | -------------- | -------------- | -------------- | -------------- | -------------- | -------------- | -------------- | -------------- | -------------- |
| Giochi olimpici invernali |                |                |                |                |                |                |                |                |                | 1°             |
| Campionati mondiali       | 13°            | 6°             | 2°             | 1°             | 1°             | 1°             | 1°             | 1°             |                | 1°             |
| Campionati europei        | 10°            | 5°             | 3°             | 1°             | 1°             | 2°             | 1°             | 1°             | 1°             | 1°             |
| Prize of Moscow News      |                |                |                | 1°             | 1°             | 1°             | 1°             |                | 1°             | 1°             |
| Nazionali                 |                |                |                |                |                |                |                |                |                |                |
| Campionati sovietici      | 2°             | 2°             | 1°             | 1°             | 1°             |                | 1°             | 1°             | 1°             |                |

### Con Viktor Ryžkin
| Internazionali       | Internazionali | Internazionali | Internazionali |
| Evento               | 1963-64        | 1964-65        | 1965-66        |
| -------------------- | -------------- | -------------- | -------------- |
| Campionati mondiali  |                |                | 10°            |
| Campionati europei   |                |                | 7°             |
| National             |                |                |                |
| Campionati sovietici | 1°             | 1°             | 1°             |